# Disintegrazione verticale
Disintegrazione verticale si riferisce ad una forma organizzativa specifica della produzione industriale. Al contrario di integrazione verticale, in cui la produzione avviene all'interno di un'organizzazione singolare, disintegrazione verticale significa che vari diseconomie di scala o entità hanno rotto un processo di produzione in società separate, ciascuna eseguendo un sottoinsieme limitato di attività necessarie per creare un prodotto finito.
Intrattenimento cinematografico è stato una volta fortemente verticalmente integrata in un sistema di studio di cui alcuni grandi studi gestito tutto, dalla produzione alla presentazione teatrale. Dopo la seconda guerra mondiale, il settore è stato suddiviso in piccoli frammenti, ognuno specializzato su particolari compiti all'interno della divisione del lavoro richiesto per produrre e mostrare un pezzo finito di intrattenimento filmato. Hollywood è diventato altamente verticalmente disintegrata, con ditte specializzate che si sono esibiti solo alcuni compiti come l'editing, effetti speciali, rimorchi eccessione Bell System ha avuto un effetto simile su un'industria più grande tardi nel XX secolo.
Un importante motivo per disintegrazione verticale è quello di condividere il rischio. Inoltre, in alcuni casi, le piccole imprese possono essere più sensibili ai cambiamenti delle condizioni di mercato. disintegrazione verticale è quindi più probabile quando si opera in mercati volatili. Stabilità e standardizzati prodotti più tipicamente generano l'integrazione, in quanto fornisce i vantaggi delle economie di scala.
La geografia di un'industria disintegrato non è un dato di fatto. Geografi economici tipicamente distinguere tra, le attività, volatili alta intensità di conoscenza non standardizzati, e, la produzione routinizzato standardizzata. I primi tendono ad essere raggruppati nello spazio, in quanto richiedono la vicinanza di costruire un quadro concettuale comune e condividere nuove idee. Quest'ultimo può essere più lontane e sono esemplificati da globali catene di prodotti quali abbigliamento e automobilistico. Anche in quelle industrie tuttavia, design e altre attività creative e non ripetitivi tendono a mostrare un po' di clustering geografico. 